# Колумбия (округ, Британская Северная Америка)

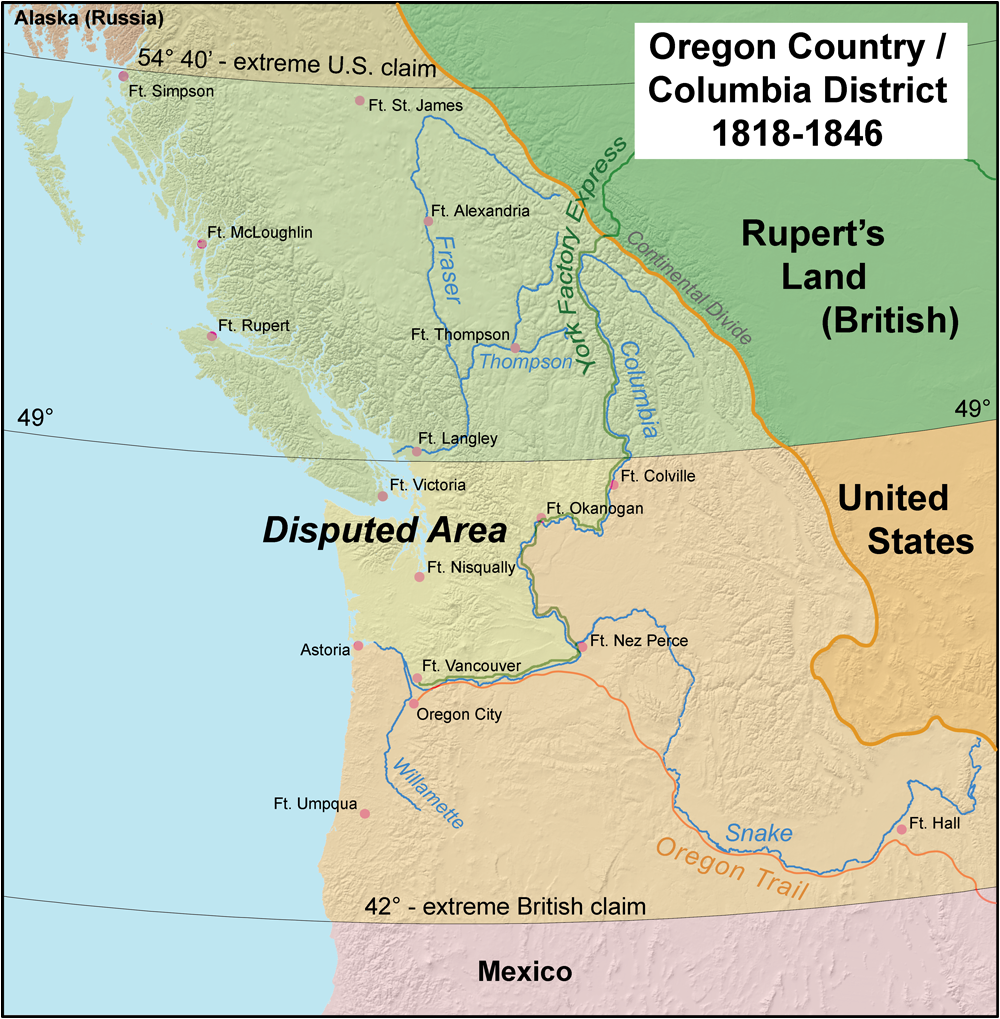
Округ Колумбия — территория, лежащая южнее 49-й параллели

Округ Колумбия (англ. Columbia District) или Колумбийский отдел (англ. Columbia Department) — британский термин, использовавшийся для обозначения примыкающего к Тихому океану региона на северо-западе Северной Америки, право на владение которым в первой половине XIX века оспаривали друг у друга США и Великобритания. Британское название соответствовало разделению Северной Америки на регионы деятельности, принятому в Северо-Западной компании, а впоследствии — в Компании Гудзонова залива; в США эту территорию называли «Орегонская земля».

## Северо-Западная компания
Начиная с 1807 года Дэвид Томпсон, работавший на Северо-Западную компанию, исследовал значительную часть территории будущего Округа Колумбия. В 1811 году он обнаружил Атабаскский проход в Скалистых горах, который стал основным местом доступа в этот регион бурно развивающейся добычи мехов. Во время своего путешествия Томпсон расположился лагерем возле устья реки Снейк и 9 июля 1811 соорудил знак с извещением о претензии на эту территорию со стороны Великобритании и заявляющий о намерении Северо-Западной Компании построить факторию на этом месте. Продолжая двигаться вниз по реке Колумбия, Томпсон достиг устья Колумбии 14 июля 1811, через два месяца после прибытия судна «Тонкуин» (Tonquin) Тихоокеанской меховой компании (являющейся дочерней компанией Американской меховой компании Джона Астора). К моменту прибытия Томпсона был уже частично построен Форт-Астория. Затем Северо-Западная компания построила Форт Нез-Персес. Тихоокеанская меховая компания решила сделать центром своих операций в глубине континента расположенный севернее Форт-Оканоган, и Форт-Астория вместе с прочими постами Тихоокеанской меховой компании были проданы Северо-Западной компании. Во время войны 1812 года безрассудный командир британского корабля «Ракун» «захватил» форт, который и так находился под британской юрисдикцией. Техническим следствием этого стало то, что согласно Гентскому договору в рамках послевоенного урегулирования форт был возвращён Соединённым Штатам, хотя никакой торговли возобновлено не было.
В 1815 году все операции Северо-Западной компании к западу от Скалистых гор были разделены между двумя округами: Новая Каледония на севере, в глубине континента, и Колумбия — на юге, с выходом к Тихому океану. С этого же времени Новая Каледония стала получать основную часть своих ежегодных грузов по морю через Колумбию, а не по суше из Монреаля. На севере границы Колумбии проходили примерно по южному берегу реки Томпсон, а на юге — по южной границе бассейна реки Колумбия. Округ Новая Каледония лежал к северу и западу от реки Томпсон. Район реки Томпсон был самостоятельным округом меховой торговли, центром которого был торговый пост, выросший впоследствии в город Камлупс; этот округ служил связующим звеном между округами Колумбия и Новая Каледония. К 1820 году у Северо-Западной компании было шесть торговых постов на реке Колумбия и её притоках.
В 1818 году Великобритания и США подписали совместную конвенцию о границе, которая признала Орегонскую землю совместным англо-американским совладением. Американцы попытались вести коммерческую деятельность в регионе, но эти попытки провалились из-за конкуренции с Северо-Западной компанией (а впоследствии — с Компанией Гудзонова Залива). Единственное, в чём американцы доминировали — это морская торговля мехами, при которой меха скупались у аборигенов с кораблей, курсировавших вдоль побережья.

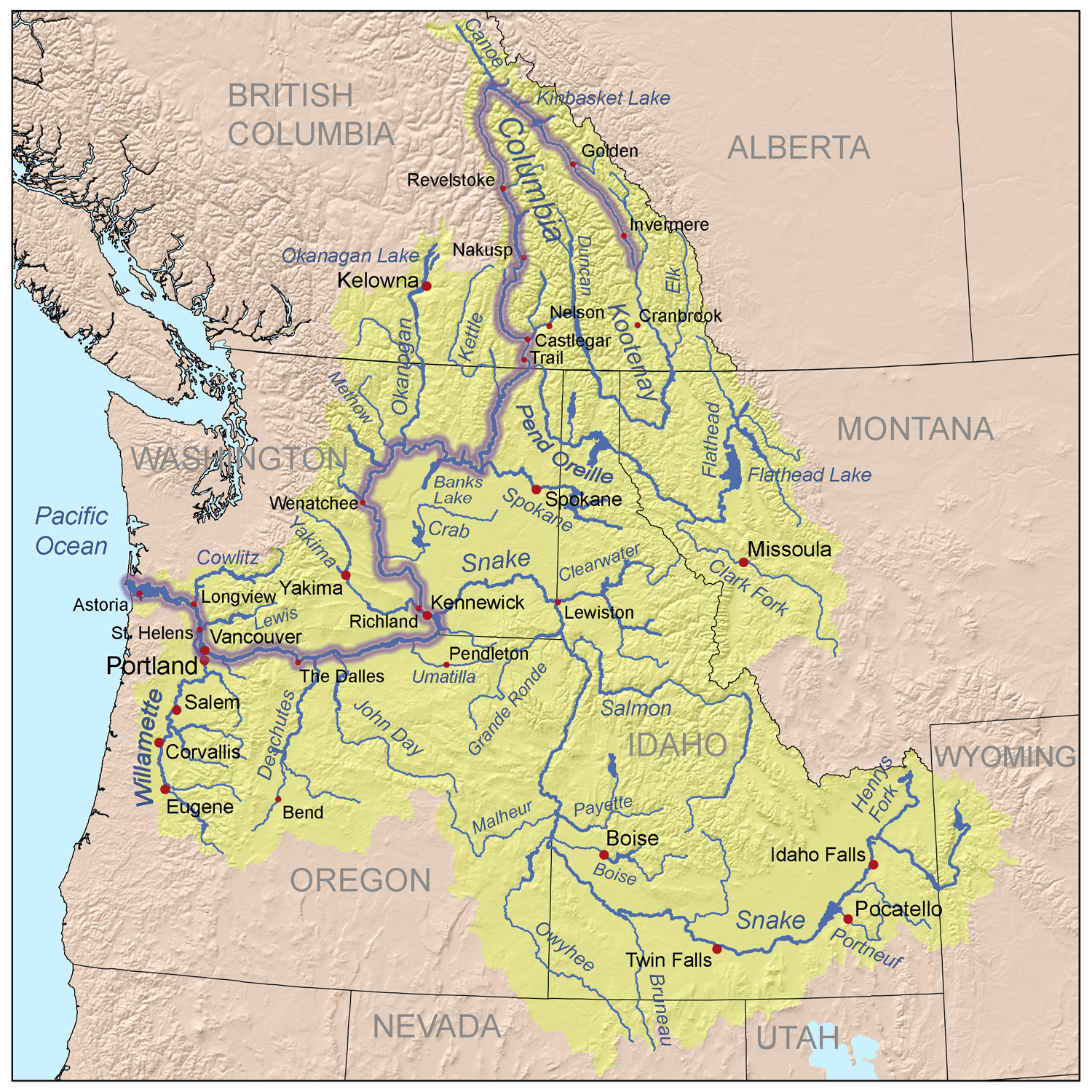
Река Колумбия и её притоки (на фоне современных политических границ)

Начав деятельность в регионе, Северо-Западная компания обнаружила, что местные индейцы, чья жизнь базировалась на рыболовстве и добыче лосося, вовсе не желают превращаться в охотников и добытчиков мехов. Деятельность компании восточнее Скалистых гор базировалась на деятельности индейцев, и работать без такой поддержки западнее Скалистых гор для компании было затруднительно. Поэтому начиная с 1815 года компания начала посылать к тихоокеанскому побережью группы индейцев-ирокезов из района Монреаля, которые были опытными охотниками. Вскоре это стало стандартной политикой, и сменившая Северо-Западную компанию Компания Гудзонова Залива продолжила эту практику. Имелась надежда, что ирокезы будут не только работать на компанию, но и научат искусству охоты местных жителей, которые также станут снабжать компанию мехами, но эти усилия остались бесплодными: местное население не желало менять свой образ жизни. Вместо ожидаемого сотрудничества начались столкновения между ирокезами и местными индейцами. Так, в 1816 году две партии Северо-Западной компании, сопровождаемые ирокезами, исследовали долину реки Вилламетт и долину реки Каувиц, достигнув на юге реки Умпква; обе экспедиции завершились яростными схватками между ирокезами и местными индейцами. Помимо ирокезов, Северо-Западная компания также начала привлекать к своей деятельности коренное население Гавайских островов, и эта практика также была продолжена впоследствии Компанией Гудзонова Залива.
Северо-Западная компания действовала в Колумбии с 1813 по 1821 годы не имея соперников. Компания использовала систему, введённую американской Тихоокеанской компанией. Каждую весну судно с припасами прибывало из Великобритании в Форт-Астория. К этому времени там собирались меховые партии из Новой Каледонии и внутренних районов Колумбии. Припасы перевозились во внутренние районы континента, а меха перегружались на судно, которое отплывало в Китай. В Гуанчжоу меха обменивались на чай и прочие китайские товары, которые доставлялись судном в Великобританию, завершая кругосветное путешествие. Транспортировка писем, корреспонденции компании и людей осуществлялась по сухопутному маршруту, связывавшему Форт-Астория на тихоокеанском побережье через Атабаскский проход с Фортом-Вильям на озере Верхнее.
Округ Колумбия во времена Северо-Западной компании лишь с натяжкой можно было назвать прибыльным. На многих торговых постах имелось множество проблем. Единственными районами, постоянно приносящими прибыль, были районы рек Кутеней и Снейк. В Новой Каледонии добывалось много мехов, но удалённость этого региона удорожала деятельность в нём. Тем не менее Северо-Западная компания смогла построить функционирующую торговую сеть, ориентированную с помощью реки Колумбия на тихоокеанское побережье. Другим важным достижением компании стало основание форта Нез-Персес в месте впадения реки Снейк в реку Колумбия. Форт Нез-Персес долго оставался стратегически важным местом, находившемся в точке схождения путей из весьма отдалённых регионов. Форт стал важным центром покупки лошадей, базой для экспедиций на юго-восток и местом остановки для бригад по добыче мехов, готовящихся к преодолению Ущелья реки Колумбия. Торговля же мехами в Китае оказалась убыточной.

## Компания Гудзонова залива
В 1821 году Компания Гудзонова залива была насильно объединена с Северо-Западной компанией. В том же году британский парламент принял статут, требующий, чтобы Компания применяла законы Верхней Канады в Земле Руперта и Округе Колумбия. Джон Маклафлин, назначенный в 1824 управляющим Компании в Департаменте Колумбия, перенёс местную штаб-квартиру в Форт-Ванкувер (около современного Ванкувера), ставшего де-факто политическим центром Колумбии. Маклафлин применял британское законодательство по отношению к британским подданным, поддерживал мир с индейцами, и старался поддерживать закон и порядок также и среди американских переселенцев. В 1827 году компания реорганизовала деятельность в регионе западнее Скалистых гор: округа Новая Каледония и Колумбия были слиты в единый Колумбийский отдел.

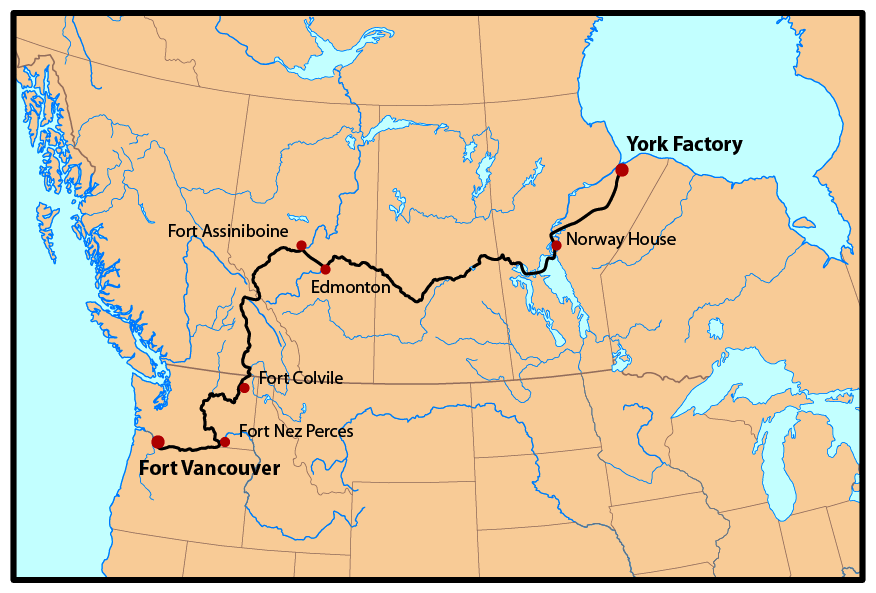
Маршрут Экспресса фактории Йорк (на фоне современных политических границ)

В 1825 году на основе прежней бригады, осуществлявшей почтовые перевозки между Фортом Астория (который был переименован в Форт-Джордж) и Фортом-Уильям на озере Верхнее, был создан Экспресс фактории Йорк, связывающий Форт-Ванкувер и факторию Йорк на побережье Гудзонова залива. Каждую весну две бригады стартовали с двух концов маршрута и двигались навстречу, проходя друг мимо друга посередине пути. В каждой бригаде было от 40 до 75 человек и от 2 до 5 небольших лодок; эти бригады двигались с головокружительной (для того времени) скоростью. С проживавшими в районе маршрута индейцами часто расплачивались товарами за то, что они помогали преодолевать посуху районы водопадов и недоступные для навигации участки рек. Отчёт 1839 года упоминает, что маршрут был пройден за 3 месяца и 10 дней, то есть средняя скорость «экспресса» составляла 40 км в день. Таким образом была организована система быстрой сухопутной доставки припасов в промежуточные форты и пересылки почты.
Припасы обычно доставлялись кораблём каждый год в Йорк и Форт-Ванкувер (оба пункта старались иметь дополнительный годовой запас припасов на случай кораблекрушения и т. п.), где вместо припасов корабли загружались мехами. Меха из Форт-Ванкувера продавались в Китае, а меха из Йорка перевозились в Лондон и продавались на ежегодных торгах. Тем временем бригады «экспресса» развозили припасы по торговым постам, собирали меха, а также представляли Маклафлину отчёты о состоянии дел. Так продолжалось до 1846 года.
Компания Гудзонова залива полностью взяла под контроль торговлю мехами в регионе. Американская меховая компания попыталась побороться за добычу мехов, развернув операции в Скалистых горах, но Компания Гудзонова залива развернула против неё войну, способствуя истощению мехов в том регионе и продавая меха по заниженной цене. Также Компания диверсифицировала свою деятельность, занявшись выращиванием сельскохозяйственной продукцией, добычей лосося, заготовкой леса и т. п. Эта продукция пользовалась широким спросом в Русской Америке, на Гавайях и в Мексиканской Калифорнии, где были открыты торговые представительства Компании. На пике своей активности Форт-Ванкувер контролировал 34 форпоста и 24 порта, на него работали 6 кораблей и 600 работников.
Когда в конце 1830-х начал функционировать Орегонский путь, то в регион потянулись американские переселенцы, число которых возрастало год от года. Рост напряжённости вызвал спор о границе Орегона. Обе стороны осознали, что в итоге именно поселенцы решат, кто будет контролировать регион, и Компания Гудзонова залива изменила свою политику (раньше она не давала основывать поселения, так как это плохо сказалось бы на торговле мехами). В 1841 году по приказу управляющего Компанией Джорджа Симпсона Джеймс Синклер направил на запад из Колонии Красной реки 200 поселенцев, чтобы закрепить регион за Великобританией, однако это было слишком мало и слишком поздно.
Подписанный в 1846 году Орегонский договор разделил спорную территорию между Великобританией и США. Это полностью разрушило всю географическую логику работы Колумбийского отдела, так как нижняя часть реки Колумбия отошла к США. Центр операций Компании в регионе был перенесён из Форт-Ванкувера в Форт-Виктория, основанный Джоном Дугласом в 1843 как раз на случай наихудшего для компании варианта разрешения Орегонского вопроса. Территория Колумбии уменьшилась вдвое, а само название вышло из употребления. Официально управляться эти остатки территории стали из форта Сент-Джеймс в Новой Каледонии.
В 1858 году британские владения на североамериканском континенте, расположенные севернее Территории Вашингтон, были организованы в коронную колонию. Выбирая для неё название, вспомнили про округ Колумбия, и потому она была названа Британской Колумбией.